# Карлово (Нови Бечеј)
Карлово (од 1918. до 1946. Драгутиново)  је некадашње село, данас у саставу Новог Милошева у општини Нови Бечеј, Средњобанатски округ, Војводина, Србија. Село је постојало до 1946. године када улази у састав Новог Милошева.

## Историја
Познато је да је у 16. веку припадало породици Телеђи Иштвана. После Турског освајања Баната је било скоро ненасељено. До 1774. године је село носило име Плевна. Село је сачињавало само неколико кућа и црква (вероватно посвећена Архангелу Гаврилу или Михаилу). Аустријски царски ревизор Ерлер је 1774. године констатовао да место припада Бечкеречком округу и дистрикту. Становништво је било српско. Када је 1797. године пописан православни клир Темишварске епархије у месту су три православна свештеника. Пароси су, поп Христифор Цуцић (рукоп. 1754), поп Илија Цуцић (1761), а њима помаже капелан поп Јевта Поповић (1793). Село је почело да се интензивно развија тек након што се прикључило Великокикинском (привилегованом) диштрикту. Осим Карлова диштрикт су сачињљвали и још: Мокрин, Башаид, Врањево (данас део Новог Бечеја), Јозефово (данас део Новог Кнежевца), Кумане, Меленци, Српски Крстур, Тараш и Велика Кикинда (седиште диштрикта). Како је тадашња црква постајала премала почело се са градњом нове. Нова црква је зидана у периоду од 1842. до почетка 1843. године. По завршетку зидања сељанима је нестало новца, а требало је и осликати цркву.  Узели су кредит од трговца Саве Текелије. Црква је завршена у пролеће 1843. а освећена је наредне године. Посвећена је  Арханђелима Михаилу и Гаврилу. Ипак велик број кућа и земљишта је било под хипотеком. Иконостас је у православној цркви у Карлову 1855. године резбарио иконорезац (билдхауер) Јован Ајстерленер из Старог Арада. По завршетку Првог светског рата је село добило име Драгутиново по Драгутину Ристићу, генералу српске војске. Током Другог светског рата познато је да је и Драгутиново имало партизански одред. Након рата, село се 1946. године ујединило са суседним селом Беодром. То уједињено место је добило име Ново Милошево.

## Познати мештани
- Теодор Павловић (1804–1854), секретар матице српске.
- Ранко Жеравица (1929–2015), кошаркашки тренер.
- Дионисије Јакшић (1806–?), отац Ђуре Јакшића
- Омер Попов, деда Душка Попова
- Никола Будишин (1982–2017), вероучитељ, аутор уџбеника за веронауку

## Галерија
- Спомен кућа Душка Попова у саставу Музеја Жеравица
- Основна школа ''Др Ђорђе Јоановић''
- Омладински дом
- Споменик добровољцима у Првом светском рату
- Данашњи центар Новог Милошева
- Споменик палим борцима у Другом светском рату
- Иконостас у цркви
- Српска православна црква Сабора Светих Архангела
- Зидно сликарство у цркви